# La Porte Saint-Martin
La Porte Saint-Martin è un dipinto (69,2x80 cm) realizzato nel 1909 circa da Maurice Utrillo.
È conservato nella Tate Gallery di Londra.